# Albairate
Albairate település Olaszországban, Lombardia régióban, Milánó megyében. Lakosainak száma 4723 fő (2023. január 1.). Albairate Abbiategrasso, Cassinetta di Lugagnano, Cisliano, Corbetta, Gaggiano és Vermezzo con Zelo községekkel határos.

## Népesség
A település népességének változása:
| Lakosok száma | 4713 | 4708 | 4708 | 4723 |
|               | 2013 | 2017 | 2018 | 2023 |